# Confrontos entre Botafogo e Palmeiras no futebol
Botafogo e Palmeiras são dois clubes brasileiros que disputam um importante clássico interestadual (Rio de Janeiro versus São Paulo) do futebol brasileiro.

## História
A primeira partida foi a vitória palestrina por 1–0 no antigo Estádio Palestra Itália, em São Paulo, em um amistoso realizado no dia 3 de maio de 1922. Foi a primeira vez que o Palestra Itália, como era chamado o Palmeiras, enfrentou um dos quatro grandes do Rio de Janeiro.
O jogo mais importante da história do confronto foi a final do Campeonato Brasileiro de 1972. Na ocasião, o Botafogo chegara à decisão após eliminar o Corinthians na semifinal, enquanto o Palmeiras havia derrotado o Internacional. No duelo derradeiro, o empate sem gols no Morumbi deu o título ao Verdão por ter feito melhor campanha ao longo do campeonato.
Outros dois confrontos entre Botafogo e Palmeiras decidiram títulos: no Torneio Rio-São Paulo de 1962, o alvinegro ficou com a taça após derrotar os palmeirenses por 3–1 na última rodada do quadrangular final; já no Torneio Roberto Gomes Pedrosa de 1969, posteriormente reconhecido como uma edição do Campeonato Brasileiro, foram os alviverdes que venceram os cariocas por 3–1 na rodada decisiva do quadrangular final, garantindo o título.
A rivalidade entre os dois se intensificou em 2023, durante o mandato da presidente do Palmeiras, Leila Pereira, e da chegada do dono da SAF do Botafogo, John Textor. A ocasião ocorreu após o Botafogo perder o Campeonato Brasileiro Série A de 2023 depois de abrir uma larga vantagem do segundo colocado durante a temporada. O Palmeiras conseguiu ultrapassar os pontos do Botafogo e se consagrou campeão. Textor denunciou uma suposta manipulação de resultados que teria beneficiado o Palmeiras, porém sem apresentar provas concretas, apenas vídeos e relatórios gerados por uma empresa contratada por ele para analisar o campeonato. O caso foi levado à uma CPI para investigação, e a presidente alviverde chegou a acusar as denúncias de Textor de "irresponsáveis e criminosas" e a chamá-lo de "vergonha do futebol brasileiro". Em meio a tudo isso, Botafogo e Palmeiras foram sorteados para se enfrentarem nas oitavas de final da Copa Libertadores de 2024, o que fez a rivalidade aumentar também entre os torcedores.
Os dois clubes, devido a recentes títulos da Libertadores da América, se classificaram para a disputa da Copa do Mundo de Clubes de 2025. O Palmeiras, líder do Grupo A, cruzou com o Botafogo, vice-líder do Grupo B, nas oitavas de finais, marcando apenas o segundo confronto entre dois clubes brasileiros na história dos Mundiais Interclubes após o duelo entre Vasco e Corinthians, que decidiu a edição do ano 2000. No último jogo entre eles, o Palmeiras dominou e criou várias chances, mas o jogo acabou empatado em 0-0 e foi para a prorrogação, onde aos dez minutos do primeiro tempo, Paulinho recebeu, driblou e chutou para marcar o gol palmeirense.

## Estatísticas
Campeonato Brasileiro
Pelo Campeonato Brasileiro, foram disputadas 67 partidas, com 29 vitórias do Palmeiras, 18 do Botafogo e 20 empates, com 92 gols a favor do Palmeiras e 67 a favor do Botafogo.
Copa Libertadores
Pela Copa Libertadores, foram disputadas 5 partidas, com 3 vitórias do Botafogo, 1 vitória do Palmeiras e 1 empate, com 10 gols a favor do Botafogo e 7 gols a favor do Palmeiras.
Copa do Brasil
Pela Copa do Brasil, foram disputadas 4 partidas, com 1 vitória do Botafogo, 1 vitória do Palmeiras e 2 empates, com 4 gols a favor do Botafogo e 4 gols a favor do Palmeiras.
Copa Sul-Americana
pela Copa Sul-Americana, foram disputadas 2 partidas, com 1 vitória do Botafogo e 1 vitória do Palmeiras, com 3 gols a favor para ambos.

## Jogos decisivos

### Decisões de título
Em competições da CBD/CBF
- Em 1969, o Palmeiras sagrou-se campeão ao vencer o Botafogo no quadrangular final do Campeonato Brasileiro.
- Em 1972, o Palmeiras sagrou-se campeão ao empatar com o Botafogo na final do Campeonato Brasileiro.

Em competições da FERJ-FPF
- Em 1962, o Botafogo sagrou-se campeão ao vencer o Palmeiras no quadrangular final do Torneio Rio-São Paulo.

### Outros jogos eliminatórios
Em competições da FIFA
- Em 2025, o Palmeiras eliminou o Botafogo nas oitavas de final da Copa do Mundo de Clubes.

Em competições da CONMEBOL
- Em 1973, o Botafogo eliminou o Palmeiras no jogo desempate da Copa Libertadores.
- Em 2012, o Palmeiras eliminou o Botafogo na segunda fase da Copa Sul-Americana.
- Em 2024, o Botafogo eliminou o Palmeiras nas oitavas de final da Copa Libertadores.

Em competições da CBD/CBF
- Em 1998, o Palmeiras eliminou o Botafogo nas oitavas de final da Copa do Brasil.
- Em 1999, o Botafogo eliminou o Palmeiras na semifinal da Copa do Brasil.

Em competições da FERJ-FPF
- Em 1997, o Palmeiras eliminou o Botafogo nas quartas de final do Torneio Rio-São Paulo.
- Em 2000, o Palmeiras eliminou o Botafogo na semifinal do Torneio Rio-São Paulo.

## Outros grandes momentos
Além das oportunidades acima nas quais se confrontaram diretamente pelos títulos de campeões, os clubes foram campeões com o outro vice, nas seguintes ocasiões:
Botafogo campeão, Palmeiras vice
- Torneio Rio-São Paulo: 1964
- Campeonato Brasileiro: 2024

Palmeiras campeão, Botafogo vice
- Torneio Rio-São Paulo: 1965
- Campeonato Brasileiro: 1972
- Campeonato Brasileiro - Série B: 2003

## Maiores públicos
No Rio de Janeiro
1. Botafogo 2–1 Palmeiras, 88 290, 29 de março de 1973, Copa Libertadores, Estádio do Maracanã.[17]

Em São Paulo
1. Palmeiras 0–0 Botafogo, 58 287, 23 de dezembro de 1972, Campeonato Brasileiro, Estádio do Morumbi.[18]

## Confrontos
| Vitória do Botafogo | Empate | Vitória do Palmeiras |

### Anos 2010
| Data       | Torneio       | Estádio        | Casa      | Visitante | Placar | Gols (casa)                            | Gols (visitante)                  | Ref.   |
| ---------- | ------------- | -------------- | --------- | --------- | ------ | -------------------------------------- | --------------------------------- | ------ |
| 22/07/2010 | Série A       | Pacaembu       | Palmeiras | Botafogo  | 2–2    | Marcos Assunção 47', Kléber 57'        | Jóbson 70', Antônio Carlos 79'    | [ 19 ] |
| 10/10/2010 | Série A       | Engenhão       | Botafogo  | Palmeiras | 0–0    |                                        |                                   | [ 20 ] |
| 22/05/2011 | Série A       | Teixeirão      | Palmeiras | Botafogo  | 1–0    | Kléber 64'                             |                                   | [ 21 ] |
| 31/08/2011 | Série A       | Engenhão       | Botafogo  | Palmeiras | 3–1    | Herrera 3', Gustavo 23', Maicosuel 63' | Marcos Assunção 90'               | [ 22 ] |
| 01/08/2012 | Sul-Americana | Arena Barueri  | Palmeiras | Botafogo  | 2–0    | Barcos 46', 64'                        |                                   | [ 23 ] |
| 08/08/2012 | Série A       | Engenhão       | Botafogo  | Palmeiras | 1–2    | Andrezinho 58'                         | Barcos 15', 73'                   | [ 24 ] |
| 22/08/2012 | Sul-Americana | Engenhão       | Botafogo  | Palmeiras | 3–1    | Seedorf 35', Renato 57', Lodeiro 72'   | Patrik 43'                        | [ 25 ] |
| 04/11/2012 | Série A       | Fonte Luminosa | Palmeiras | Botafogo  | 2–2    | Barcos 29', 90'                        | Elkeson 21', Lodeiro 64'          | [ 26 ] |
| 28/05/2014 | Série A       | Prudentão      | Palmeiras | Botafogo  | 0–2    |                                        | Bolatti 61', Zeballos 90'         | [ 27 ] |
| 08/10/2014 | Série A       | Maracanã       | Botafogo  | Palmeiras | 0–1    |                                        | Henrique Dourado 50'              | [ 28 ] |
| 31/07/2016 | Série A       | Arena Botafogo | Botafogo  | Palmeiras | 3–1    | Neilton 19', 35', Camilo 87' (pen)     | Erik 78'                          | [ 29 ] |
| 20/11/2016 | Série A       | Allianz Parque | Palmeiras | Botafogo  | 1–0    | Dudu 63'                               |                                   | [ 30 ] |
| 02/08/2017 | Série A       | Nilton Santos  | Botafogo  | Palmeiras | 1–2    | Rodrigo Pimpão 55'                     | Igor Rabello 45+1', Deyverson 86' | [ 31 ] |
| 27/11/2017 | Série A       | Allianz Parque | Palmeiras | Botafogo  | 2–0    | Dudu 55', Keno 63'                     |                                   | [ 32 ] |
| 16/04/2018 | Série A       | Nilton Santos  | Botafogo  | Palmeiras | 1–1    | Igor Rabello 82'                       | Guerra 54'                        | [ 33 ] |
| 22/08/2018 | Série A       | Allianz Parque | Palmeiras | Botafogo  | 2–0    | Lucas Lima 78', 87'                    |                                   | [ 34 ] |
| 25/05/2019 | Série A       | Mané Garrincha | Botafogo  | Palmeiras | 0–1    |                                        | Gustavo Gómez 62' (pen)           | [ 35 ] |
| 12/10/2019 | Série A       | Pacaembu       | Palmeiras | Botafogo  | 1–0    | Thiago Santos 15'                      |                                   | [ 36 ] |

### Anos 2020
| Data       | Torneio           | Estádio                 | Casa      | Visitante | Placar | Gols (casa)                                   | Gols (visitante)                                         | Ref.   |
| ---------- | ----------------- | ----------------------- | --------- | --------- | ------ | --------------------------------------------- | -------------------------------------------------------- | ------ |
| 07/10/2020 | Série A           | Nilton Santos           | Botafogo  | Palmeiras | 2–1    | Pedro Raúl 46', Caio Alexandre 50'            | Willian 77'                                              | [ 37 ] |
| 02/02/2021 | Série A           | Allianz Parque          | Palmeiras | Botafogo  | 1–1    | Emerson Santos 16'                            | Rafael Navarro 60'                                       | [ 38 ] |
| 09/06/2022 | Série A           | Allianz Parque          | Palmeiras | Botafogo  | 4–0    | Rony 11', 33', Gustavo Scarpa 18', Wesley 87' |                                                          | [ 39 ] |
| 03/10/2022 | Série A           | Nilton Santos           | Botafogo  | Palmeiras | 1–3    | Tiquinho Soares 19'                           | Gustavo Scarpa 25' (pen), Mayke 35', Dudu 59'            | [ 40 ] |
| 25/06/2023 | Série A           | Allianz Parque          | Palmeiras | Botafogo  | 0–1    |                                               | Tiquinho Soares 27'                                      | [ 41 ] |
| 01/11/2023 | Série A           | Nilton Santos           | Botafogo  | Palmeiras | 3–4    | Eduardo 21', Tchê Tchê 30', Júnior Santos 36' | Endrick 49', 84' Flaco López 89', Murilo Cerqueira 90+9' | [ 42 ] |
| 17/07/2024 | Série A           | Nilton Santos           | Botafogo  | Palmeiras | 1–0    | Tiquinho Soares 55'                           |                                                          | [ 43 ] |
| 14/08/2024 | Libertadores      | Nilton Santos           | Botafogo  | Palmeiras | 2–1    | Luiz Henrique 21', Igor Jesus 38'             | Maurício 32'                                             | [ 44 ] |
| 21/08/2024 | Libertadores      | Allianz Parque          | Palmeiras | Botafogo  | 2–2    | Flaco López 86', Rony 90'                     | Igor Jesus 56', Savarino 64'                             | [ 45 ] |
| 26/11/2024 | Série A           | Allianz Parque          | Palmeiras | Botafogo  | 1–3    | Richard Ríos 90+3'                            | Gregore 19', Savarino 73', Adryelson 89'                 | [ 46 ] |
| 30/03/2025 | Série A           | Allianz Parque          | Palmeiras | Botafogo  | 0–0    |                                               |                                                          | [ 47 ] |
| 28/06/2025 | Mundial de Clubes | Lincoln Financial Field | Palmeiras | Botafogo  | 1–0    | Paulinho 100'                                 |                                                          | [ 48 ] |
| 17/08/2025 | Série A           | Nilton Santos           | Botafogo  | Palmeiras | 0–1    |                                               | Felipe Anderson 45'                                      | [ 49 ] |